# Tren Ligero de Dallas
El Tren Ligero de Dallas  o DART Light Rail es un sistema de tren ligero que abastece al área metropolitana de Dallas, Texas. Inaugurado el 14 de junio de 1996, actualmente el Tren Ligero de Dallas cuenta con 62 estaciones repartids en 4 líneas: la Azul, la Naranja, la Roja y la Verde.

## Administración
El Tren Ligero de Dallas es administrado por la Dallas Area Rapid Transit.